# Ferrovia Buenos Aires-Tigre
La ferrovia Buenos Aires-Tigre (Ramal Retiro-Tigre in spagnolo) è una linea ferroviaria argentina che unisce la capitale Buenos Aires con la parte nord della sua area metropolitana e la città di Tigre. Forma parte del sistema della linea Mitre ed è gestito dalla compagnia statale Trenes Argentinos Operaciones.

## Storia
Il 27 giugno 1857 lo stato di Buenos Aires assegnò la concessione per la costruzione di una linea ferroviaria da Buenos Aires a San Fernando alla compagnia  Ferrocarril de Buenos Aires a San Fernando. I lavori di costruzione iniziarono il 25 febbraio 1862, poco dopo tuttavia la compagnia venne acquisita dalla Ferrocarril del Norte de Buenos Aires.
Il primo troncone della ferrovia, compreso tra la stazione di Retiro e la stazione Valentín Alsina di Belgrano, fu aperto al traffico il 7 dicembre 1862. Il 10 ottobre 1863 fu raggiunta San Isidro e il 4 febbraio 1864 San Fernando. Infine, nel febbraio 1865, venne raggiunta la cittadina di Tigre.
Il 2 marzo 2015 la ferrovia passò sotto la gestione della compagnia statale Trenes Argentinos Operaciones.